# مطار بنوم بنه الدولي
مطار بنوم بنه الدولي (بالخميرية: អាកាសយានដ្ឋានអន្តរជាតិភ្នំពេញ)(بالفرنسية: Aéroport international de Phnom Penh)(إياتا: PNH، إيكاو: VDPP) هو أكثر المطارات ازدحامًا وأكبرها في كمبوديا، تبلغ مساحته 386.5 هكتارًا ويقع شمال غرب بنوم بنه، عاصمة البلاد، ب10 كيلومترات (5.4 ميل بحري).

## شركات الطيران والوجهات

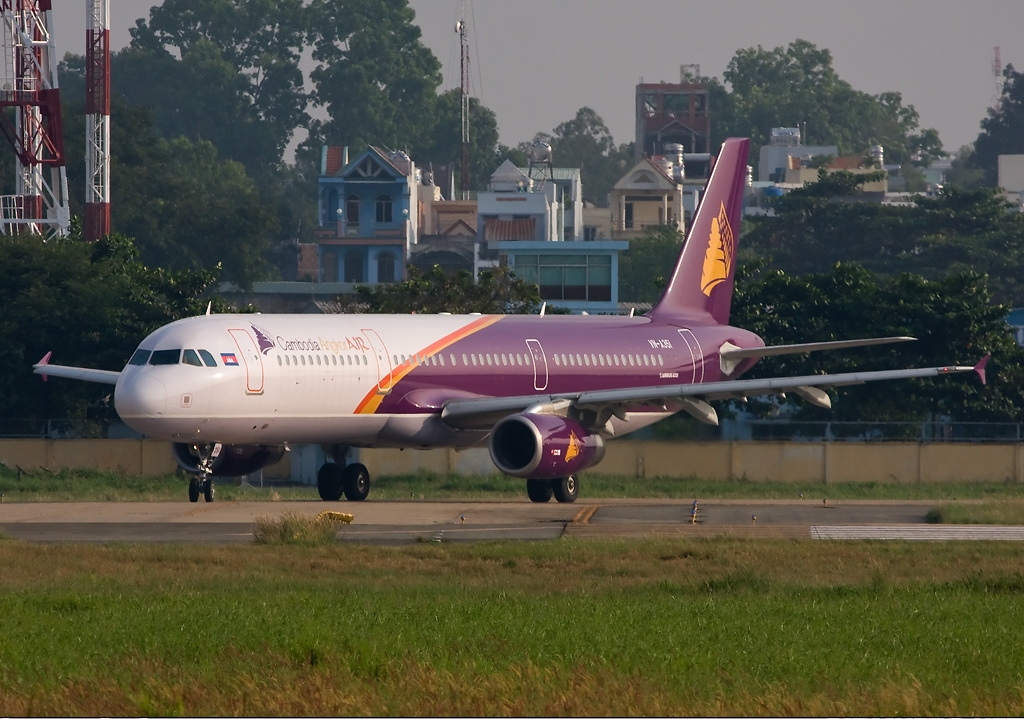
كمبوديا أنكور إير إيرباص A321

### الركاب
| شركـات طيـران                 | الوجهات |
| ----------------------------- | --- |
| طيران آسيا                    | مطار كوالالمبور الدولي |
| طيران الصين                   | مطار بكين العاصمة الدولي |
| خطوط آسيانا الجوية            | مطار إنتشون الدولي |
| طيران بانكوك                  | مطار سوفارنابومي الدولي |
| Cambodia Airways              | مطار سوفارنابومي الدولي، مطار بكين داشينغ الدولي مطار جينغديو الجديد، مطار ماكاو الدولي، مطار شينزين باوان الدولي، مطار شانغي سنغافورة |
| Cambodia Angkor Air           | مطار قوانغتشو باييون الدولي، مطار هايكو ميلان الدولي، مطار نوي باي الدولي، مطار تان سون نهات الدولي، مطار ماكاو الدولي، مطار نانتشانغ تشانغبى الدولي، مطار نانينغ الدولي، مطار شانغهاي بودنغ الدولي، Siem Reap ‏، Sihanoukville، مطار تشنغتشو الدولي |
| كاثي باسيفيك                  | مطار هونغ كونغ الدولي |
| الخطوط الجوية الصينية         | مطار تايوان تاويوان الدولي |
| خطوط شرق الصين الجوية         | مطار كونمينغ جانغشوي الدولي، مطار نانينغ الدولي، مطار شانغهاي بودنغ الدولي |
| خطوط جنوب الصين الجوية        | مطار بكين داشينغ الدولي، مطار قوانغتشو باييون الدولي، مطار نانينغ الدولي، مطار شينزين باوان الدولي |
| إيفا للطيران                  | مطار تايوان تاويوان الدولي |
| خطوط هاينان الجوية            | مطار شينزين باوان الدولي |
| طيران آسيا (إندونيسيا)        | مطار سوكارنو هاتا الدولي |
| خطوط جيتستار آسيا الجوية      | مطار شانغي سنغافورة |
| كوريا للطيران                 | مطار إنتشون الدولي |
| Lanmei Airlines               | مطار سوفارنابومي الدولي، مطار تشانغشا هوانغوا الدولي، مطار قوانغتشو باييون الدولي، مطار تان سون نهات الدولي، مطار كوالالمبور الدولي، مطار نانينغ الدولي، مطار ونزهو يونجقيانج الدولي، مطار ووهان الدولي                                             |
| الخطوط الجوية الماليزية       | مطار كوالالمبور الدولي |
| Myanmar Airways International | Yangon |
| الخطوط الجوية الفلبينية       | مطار نينوي أكوينو الدولي |
| الخطوط الجوية القطرية         | مطار حمد الدولي (تستأنف في 29 أكتوبر 2023) |
| خطوط شينزين الجوية            | مطار قوانغتشو باييون الدولي، مطار شينزين باوان الدولي |
| الخطوط الجوية السنغافورية     | مطار شانغي سنغافورة |
| Sky Angkor Airlines           | مطار سوفارنابومي الدولي، مطار كونمينغ جانغشوي الدولي، مطار ماكاو الدولي، مطار إنتشون الدولي، مطار تشنغتشو الدولي |
| سبرينغ (شركة طيران)           | مطار قوانغتشو باييون الدولي، مطار نانينغ الدولي، مطار شانغهاي بودنغ الدولي، مطار شينزين باوان الدولي |
| طيران آسيا (تايلاند)          | مطار دون موينغ |
| Thai Smile                    | مطار سوفارنابومي الدولي |
| Thai VietJet Air              | مطار سوفارنابومي الدولي |
| الخطوط الجوية الفيتنامية      | مطار نوي باي الدولي، مطار تان سون نهات الدولي، مطار واتاي الدولي |
| خطوط زيامن الجوية             | مطار فوتشو تشانغله الدولي، مطار شيامن قاوتشي الدولي |

### الشحن
| شركـات طيـران         | الوجهات                                                        |
| --------------------- | -------------------------------------------------------------- |
| كاثي باسيفيك          | مطار هونغ كونغ الدولي، مطار بينانغ الدولي، مطار شانغي سنغافورة |
| الإمارات للشحن الجوي  | مطار آل مكتوم الدولي (معلقة)                                   |
| الاتحاد للطيران       | مطار أبو ظبي الدولي (معلقة)                                    |
| K-Mile Air            | مطار سوفارنابومي الدولي                                        |
| الخطوط الجوية القطرية | مطار حمد الدولي، مطار راجيف غاندي الدولي                       |
| خطوط أس أف الجوية     | مطار شينزين باوان الدولي (معلقة)                               |
| الخطوط الجوية التركية | مطار راجيف غاندي الدولي، مطار إسطنبول الدولي (معلقة)           |

## الإحصائيات
شاهد source Wikidata query and sources.
| السنة | مجموع المسافرين | نسبة التغير عن العام السابق | مجموع عدد الطائرات | نسبة التغير عن العام السابق |
| ----- | --------------- | --------------------------- | ------------------ | --------------------------- |
| 1998  | 600,000         |                             | 6,000              |                             |
| 1999  | 700,000         |                             | 8,000              |                             |
| 2000  | 800,000         |                             | 9,000              |                             |
| 2001  | 900,000         |                             | 17,000             |                             |
| 2002  | 900,000         |                             | 18,000             |                             |
| 2003  | 900,000         |                             | 16,000             |                             |
| 2004  | 1,200,000       |                             | 18,000             |                             |
| 2005  | 1,081,745       | ▼10%                        | 17,035             | ▼4%                         |
| 2006  | 1,322,267       | ▲22%                        | 19,282             | ▲13%                        |
| 2007  | 1,598,424       | ▲21%                        | 20,881             | ▲9%                         |
| 2008  | 1,691,870       | ▲6%                         | 20,383             | ▼3%                         |
| 2009  | 1,587,986       | ▼6%                         | 20,352             | ▼0.15%                      |
| 2010  | 1,673,421       | ▲6%                         | 20,156             | ▼1%                         |
| 2011  | 1,839,892       | ▲10%                        | 21,365             | ▲6%                         |
| 2012  | 2,077,282       | ▲13%                        | 22,534             | ▲6%                         |
| 2013  | 2,393,680       | ▲15%                        | 26,583             | ▲18%                        |
| 2014  | 2,665,894       | ▲12%                        | 27,936             | ▲5%                         |
| 2015  | 3,079,068       | ▲16%                        | 31,409             | ▲13%                        |
| 2016  | 3,388,553       | ▲10%                        | 33,435             | ▲7%                         |
| 2017  | 4,240,000       | ▲25%                        | 41,057             | ▲23%                        |
| 2018  | 5,423,000       | ▲28%                        | 52,217             | ▲27%                        |
| 2019  | 6,029,000       | ▲11%                        | 56,018             | ▲8%                         |
| 2020  | 1,331,000       | ▼78%                        | 18,346             | ▼67%                        |
| 2021  | 250,000         | ▼81%                        | 10,173             | ▼45%                        |
| 2022  | 1,971,000       | ▲789%                       | 22,323             | ▲220%                       |

## أنظر أيضا
- الخطوط الجوية الفيتنامية الرحلة 815